# Fire and Ice (album de Demis Roussos)
Pour les articles homonymes, voir Fire and Ice.
Albums de Demis Roussos
Forever and Ever
(1973)
Singles
1. We Shall Dance
Sortie : 1971
2. Fire and Ice
Sortie : 1971

Fire and Ice est le premier album studio du chanteur grec Demis Roussos, sorti en 1971 chez Philips Records. L'album est également réédité la même année sous le titre On the Greek Side of My Mind inversant la première piste et la sixième piste de la face A.
L'album est certifié disque d'argent au Royaume-Uni. Le premier extrait de l'album est We Shall Dance sorti en 1971, qui atteint la première place au Portugal ainsi que le top 5 en Espagne, en France, en Italie et aux Pays-Bas. La chanson-titre de l'album, Fire and Ice est également sortie en simple la même année, atteignant la 16e place en Italie et la 47e place en Belgique wallonne.

## Liste des titres
| 1. | Fire and Ice                 | - Stélios Vlavianós - Boris Bergman | 4:33 |
| 2. | She Came Up from the North   | - Hadjidákis - Bergman              | 3:25 |
| 3. | Good Days Have Gone          | - Silver Koulouris - Bergman        | 3:43 |
| 4. | We Shall Dance               | - Demis Roussos - Bergman           | 3:33 |
| 5. | I Know I'll Do It Again      | - Costas Hadjis - Bergman           | 2:45 |
| 6. | On the Greek Side of My Mind | - Roussos - Bergman                 | 3:45 |

| 1. | End of the Line                       | - Koulouris - Bergman          | 2:10 |
| 2. | My Blue Ship's A-Sailin               | - Roussos - Bergman            | 3:45 |
| 3. | Mountains Beyond                      | - Koulouris - Bergman          | 4:12 |
| 4. | O My Friends You've Been Untrue to Me | - Roussos - Bergman            | 4:43 |
| 5. | Lord of the Flies                     | - Jean-Pierre Pouret - Bergman | 4:23 |
| 6. | Without You                           | Spanoudákis                    | 1:58 |

## Crédits
- Demis Roussos – chant, arrangements
- Argiris Koulouris – basse (A1, A4, A6), guitare, luth (A2, A3, A5, B1-B5)
- Michel Hervé – basse (A2, A3, A5, B1-B5)
- Lakis Vlavianos – piano, orgue, clavecin (A1, A4, A6), arrangements des cordes
- Christian Devaux – batterie (A2, A3, A5, B1 à B5)
- Lucas Sideras – batterie (A1, A4, A6)
- André Hervé – orgue, piano (A2, A3, A5, B1 à B5)
- Chalkitis Charalampe – saxophone
- Daniel Carlet – violon (A2, A3, A5, B1 à B5)
- Michel Ripoche – violon (A2, A3, A5, B1 à B5)
- Jean-Claude Desmarty – réalisation

Crédits adaptés des notes d'accompagnement.

## Classements hebdomadaires
| Classement (1971–74) | Meilleure position |
| -------------------- | ------------------ |
| Danemark (IFPI)      | 14                 |

## Certification
| Pays                                  | Certification | Ventes certifiées |
| ------------------------------------- | ------------- | ----------------- |
| Royaume-Uni (BPI)                     | Argent        | 60 000^           |
| ^Mise en rayon selon la certification |               |                   |